# 鳴海球場
鳴海球場（なるみきゅうじょう）は、かつて愛知県愛知郡鳴海町（現在の愛知県名古屋市緑区）にあった野球場。
名古屋鉄道が運営管理を行っていたが、1958年（昭和33年）限りで閉鎖された。

## 歴史

### 開場
大正時代末期から昭和時代初期にかけ、日本国内では本格的な野球場が相次いで建設されていた。名古屋市周辺でも1922年（大正11年）、当時の同市中区広路町地内に山本球場（のちのJR東海八事球場）が建設されるなどしたものの、いずれもフィールドは狭隘かつ歪で、競技施設として使用するには不充分なものであった。そんな中、当時の愛知電気鉄道（1935年（昭和10年）に名岐鉄道と合併、現在の名古屋鉄道）が沿線開発の一環として、当時の鳴海町内で野球場の建設に着手した。「東の神宮、西の甲子園に負けない本格的な球場を」という概念の下で設計され、1927年（昭和2年）10月17日に完成した。約20,000人収容のスタンドと、両翼106m、中堅132mという現在の野球場の国際規格（両翼約100m、中堅約122m）を遥かに上回る広大なフィールドを有していた。メインスタンドには後に鉄傘が設けられ、甲子園のアルプススタンドに倣って「伊吹スタンド」と命名された。

### 戦前・戦中・終戦直後
鳴海球場では、旧制中学野球などアマチュア野球の公式戦が行われた他、1931年（昭和6年）と1934年（昭和9年）には日米野球が開催された。1931年（昭和6年）11月21日にはルー・ゲーリッグを擁する米大リーグ選抜チームが全慶應と対戦。1934年（昭和9年）11月22日・23日にはベーブ・ルースを擁する米大リーグ選抜チームが全日本軍と対戦した。そして1936年（昭和11年）2月9日には、日本初の職業野球（プロ野球）連盟に属する球団同士の試合、「巨人渡米送別試合兼金鯱軍結成試合」として東京巨人軍（現在の読売ジャイアンツ）対名古屋金鯱軍戦が行われ、10－3で金鯱軍が勝利した。職業野球には名古屋から金鯱軍と、同年結成された名古屋軍（現在の中日ドラゴンズ）の2球団が参加したが、当時職業野球の公式戦は後楽園球場と阪神甲子園球場、阪急西宮球場の3球場を中心に開催されており、その後鳴海球場で戦前に行われた公式戦は1938年（昭和13年）4試合、1940年（昭和15年）8試合の計12試合にとどまった。戦争が激化すると、球場は日本軍に接収。金属供出のため鉄傘は取り外され、スタンドは弾薬庫となった。戦争終結後は米軍に接収され、進駐軍のレクリエーションに使用された。

### 戦後

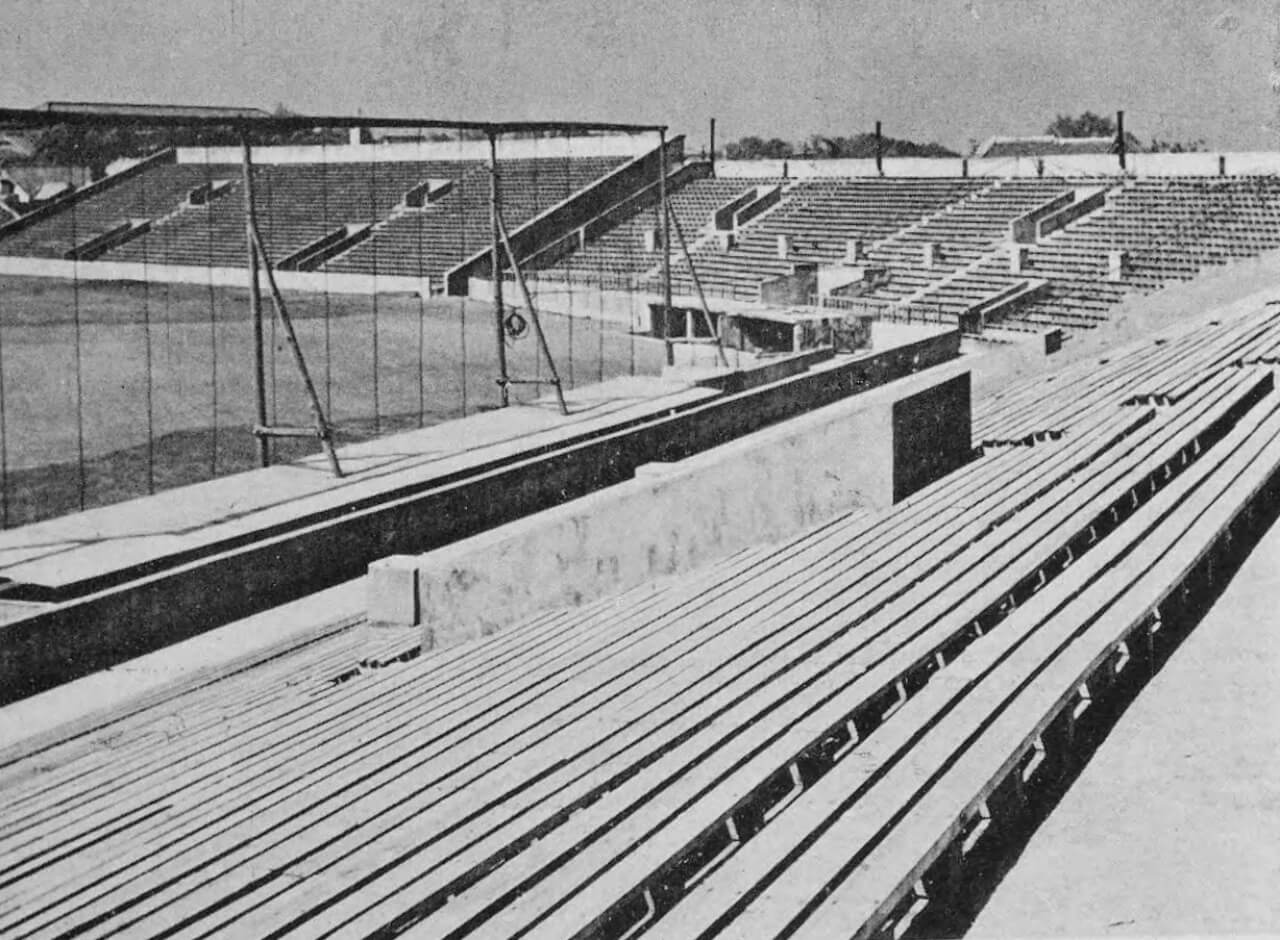
バックネット裏から一塁側スタンドを臨む（1951年頃）

1946年（昭和21年）にプロ野球が再開されると、1948年（昭和23年）からは積極的に地方に進出し、全国各地で公式戦を行うことになった。また同年、フランチャイズ制を試験的に導入することとなり、各球団は本拠地とする都市を定めた。中日ドラゴンズは名古屋市を本拠地とし、鳴海球場でも公式戦を数試合開催した。とはいえ、当時のフランチャイズ制はまだ確固たる物ではなく、中日の主催試合の多くは後楽園球場（東京都）で行われた（註：当時の鳴海町はまだ名古屋市に編入する前で、厳密には名古屋市域ではなかった）。また同年12月2日、名古屋市中川区に中日スタヂアム（現在のナゴヤ球場）が竣工。鳴海球場は名古屋市中心部からやや離れている上に周辺の地形もやや起伏があるのに対し、中日球場は市街地に近く交通の便が良い上、周辺の地形も比較的平坦であることなどから、以後、名古屋で開催されるプロ野球公式戦のほとんどは中日球場で行われるようになり、鳴海球場は高校野球などアマチュア主体の野球場となった。
1950年（昭和25年）、当時のホームランブームに乗じて本塁打を出やすくするため、外野両翼にラッキーゾーンを設置し、フィールドは両翼91m、中堅123.5mに縮小。1951年（昭和26年）、名鉄は中日ドラゴンズの経営に参画し、チーム名を「名古屋ドラゴンズ」に改称。鳴海球場でも再びプロ公式戦を多数開催することを見込んでスタンドを増築し、収容人員は約40,000人に増加した。またファーム制度の導入に伴い、鳴海球場はドラゴンズ二軍の練習拠点となり、隣接地にあった建物を選手らの合宿所とした（「鳴海ハウス」と呼ばれたこの建物は、ドラゴンズ初の合宿所となった）。しかし同年も、当初鳴海球場での公式戦開催数は僅かにとどまった。ところが8月19日、中日スタヂアムの木造メインスタンドが全焼する火災が発生。本拠地を一時失ったドラゴンズは主催試合の開催地を求めて東海・関東・近畿（滋賀県）を転々とし、鳴海球場でも5試合が代替開催された。
だが1953年（昭和28年）限りで名鉄はドラゴンズの経営から撤退。本球場でのプロ公式戦も、同年5月3日に開催された名古屋ドラゴンズ対大阪タイガース（現阪神タイガース）のダブルヘッダーが最後となった。そして1955年（昭和30年）までにドラゴンズ二軍の練習拠点も中日球場に移され、合宿所も移転。これによりドラゴンズは鳴海球場から完全に撤退した。

### 閉鎖
その後は再びアマチュア主体の野球場となったものの、試合数・利用者の減少などにより、鳴海球場は急激に深刻な経営不振に陥った。また名鉄がバス事業を本格化させるため運転士・整備士を養成する必要が生じ、且つ将来的な運転免許取得希望者の増加を見越して自動車教習所を設置することになり、その用地に転用するため鳴海球場の閉鎖が決まった。一時は反対運動も起こったものの、鳴海球場は1958年（昭和33年）10月を以って閉場し、翌月からスタンドの一部を撤去する工事が行われた。

### 閉鎖後

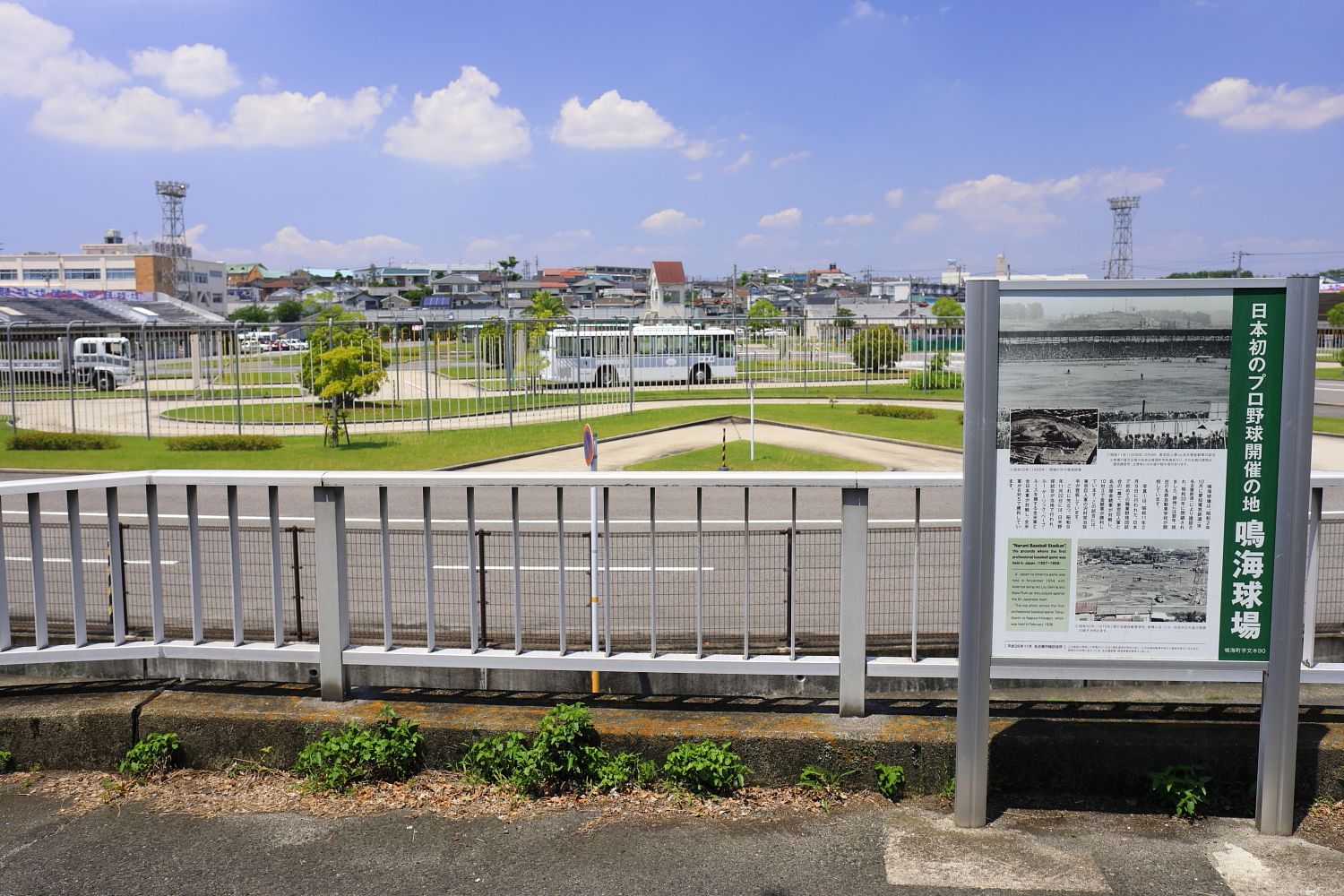
名鉄自動車学校教習コース
（2020年（令和2年）6月）

翌1959年（昭和34年）4月、名鉄自動車学校が開校。鳴海球場の閉鎖を惜しむ地元住民らの要望を受け、校地には当初メインスタンドがそのまま残され、かつてのフィールド内を縫うような形で教習コースが設けられた。その後コース拡張のためネット裏部分は撤去されたが、一・三塁側のスタンドは現在も車庫などとして使用されている。
2007年（平成19年）、道路交通法が改正されるのに合わせて教習コースを改修するのに伴い、同校では鳴海球場の開設80周年を記念して、かつての本塁の位置（教習コース内の芝生）に金色のホームベース（ステンレス製のベース型プレートに金メッキを施したもの）と鳴海球場の歴史を記した記念碑を設置。巨人軍対金鯱軍の試合から71周年を迎えた2月9日に除幕式が行われた。学校関係者は「風化しつつある歴史を若い世代にも伝えてゆくため、“この地にプロ野球第1戦が行われた野球場があった”ということを、多くの人に知ってもらいたい」としており、これらのモニュメントは教習が行われていない時間帯であれば一般の人も見学することができる。

### なるみ荘
愛知電気鉄道時代の1926年（大正15年）に鳴海土地を合併し、鳴海駅北の丘陵に球場を中心にした経営地「なるみ荘」を分譲した。明治以降、たび重なった小作争議に決着をつけるために地主が集まって作られたのが鳴海土地で、これを愛知電気鉄道が傍系会社として吸収合併したもので、球場の他、なるみ荘には砦公園と名付けられた遊園地、盆栽村、ダリア園が設けられていた。
1929年（昭和4年）からの分譲開始から翌年3月には住宅展覧会が催され、出品住宅に等級をつけた。戦時中は、大同製鉄や名古屋造船など名古屋港を中心とする企業住宅が建てられ、1941年（昭和16年）に住宅営団が誘致されたことで軍産業のための労働者住宅が建設された。「なるみ」の開発は、小作争議を解決する上で画期的であったため、桶狭間駅（廃止）から前後駅にかけての線路南北に広がる丘陸地では、有松山王台住宅地や豊明台などの住宅地開発が後に続く。
戦後、なるみ荘の遊園地と盆栽村として確保されていた砦公園はこの住宅地を特徴付ける上で重要な空地であったにもかかわらず、住宅不足を解消するために135坪と30坪を1筆とする住宅地として造成され、接する住宅地の間に残されていた丘陵地もまた、戦後になって「仙人塚住宅地」（1958年（昭和33年）分譲開始）や「大将ケ根住宅地」（1959年（昭和34年）分譲開始）として相次いで開発され住宅地を開発する際に創出された個別の特徴を相殺することになった。

## 施設概要

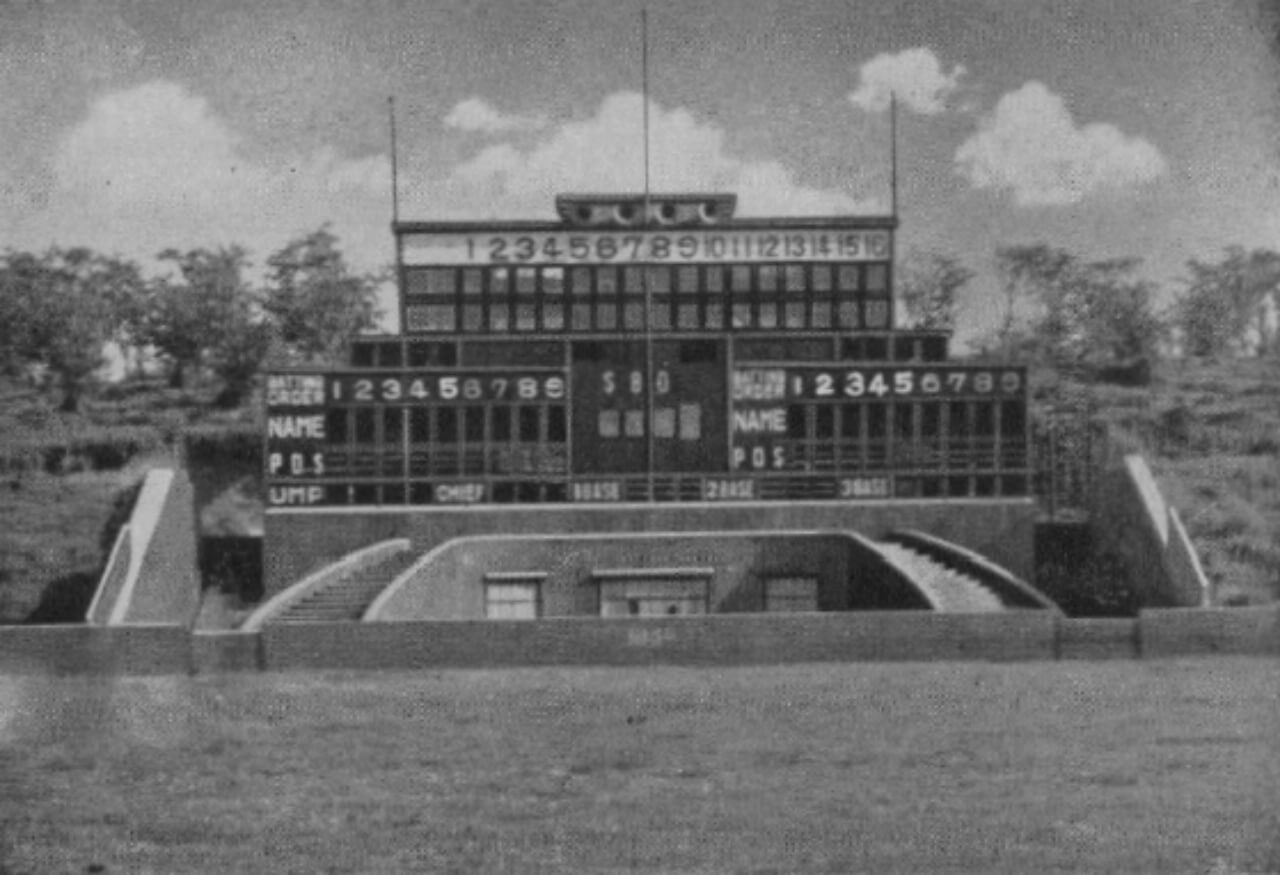
スコアボード（1951年頃）

- 両翼：91.4 m、中堅：123.5 m
- 内野：土、外野：天然芝
- 照明設備：なし
- スコアボード：パネル式
- 収容人員：40,000人（公称）

## 交通
- 名鉄名古屋本線・鳴海駅から徒歩で約9分。